# Bhavanavasin
Die Bhavanavasin ist eine jainistische Göttergruppe.
Sie bewohnen die edelsteinglänzende Ratnarprabha, die oberste Region der Unterwelt (Loka-Purusha).
Sie sind die höchste von vier Götterklassen:
1. Bhavanavāsin
2. Vyantara
3. Jyotiṣka
4. Vaimānika

Die Bhavanavasin sind in 10 Untergruppen gegliedert:
- Asura-Kumara (sanskrit: Dämonen-Prinzen)
- Naga-Kumara (sanskrit: Schlangen-Prinzen)
- Suparana-Kumara (sanskrit: Adler-Prinzen)
- Vidyut-Kumara (sanskrit: Blitz-Prinzen)
- Agni-Kumara (sanskrit: Feuer-Prinzen)
- Dvipa-Kumara (sanskrit: Insel-Prinzen)
- Udadhi-Kumara (sanskrit: Ozean-Prinzen)
- Dik-Kumara (sanskrit: Himmelsrichtungs-Prinzen)
- Vayu-Kumara (sanskrit: Wind-Prinzen)
- Stanita-Kumara (sanskrit: Donner-Prinzen)

Ikonographisch werden sie unterschieden durch Körperfarbe und Diademmerkmale.